# معركة مقديشو (1993)

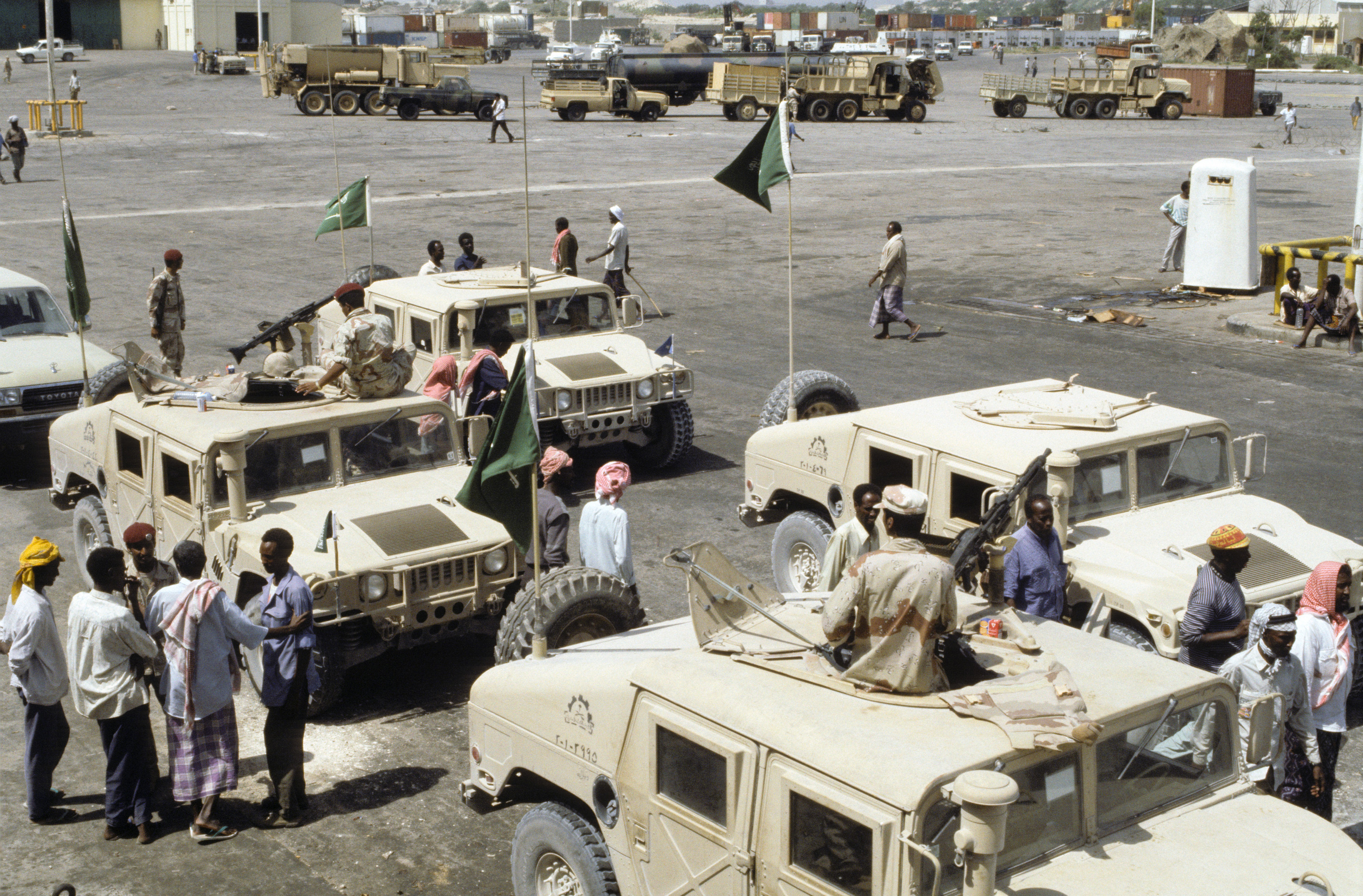
الجيش السعودي في العاصمة الصومالية مقديشو.

خريطة توضح سقوط طائرتي مروحية بلاك هوك.

معركة مقديشو وتعرف أيضًا باسم حادثة سقوط طائرة بلاك هوك، هي جزء من عملية الثعبان القوطي. وقعت في 3-4 أكتوبر 1993 في مقديشو، الصومال بين قوات الولايات المتحدة (المدعومة من عملية الأمم المتحدة الثانية في الصومال) ضد قوات التحالف الوطني الصومالي والمواطنين المسلحين غير النظاميين في جنوب مقديشو.
كانت المعركة جزءًا من الحرب الأهلية الصومالية التي استمرت عامين. أرسلت الأمم المتحدة في البداية قواتها للتخفيف من حدة المجاعة في جنوب البلاد، تطورت المهمة بعد ذلك لتشمل إنشاء نظام ديمقراطي واستعادة الحكومة المركزية. في يونيو 1993، تعرضت قوات حفظ السلام التابعة للأمم المتحدة لواحد من أشد الحوادث دموية منذ عقود حين تعرضت الوحدة الباكستانية لهجوم أثناء قيامها بتفتيش موقع لتخزين الأسلحة تابع للتحالف الوطني الصومالي. ألقت عملية الأمم المتحدة الثانية في الصومال باللوم على زعيم الجيش الوطني الصومالي محمد فرح عيديد وبدأت بعملية مطاردة. 
في يوليو 1993، بدأت القوات الأمريكية في مقديشو بعملية الإثنين الدامي بحثًا عن عيديد، مما أسفر عن مقتل العديد من شيوخ وأعضاء بارزين من عشيرة عيديد المعروفة باسم هبر جدير. دفعت هذه الغارة بالعديد من سكان مقديشو إلى الانضمام للقتال ضد عملية الأمم المتحدة الثانية في الصومال، وفي الشهر التالي، هاجم عيديد والجيش الوطني الصومالي عمدًا أفرادًا أمريكيين للمرة الأولى، مما دفع بدوره الرئيس الأمريكي الأسبق بيل كلينتون إلى إرسال فرقة خاصة للقبض على عيديد.

## ملخص المعركة
أُنشئت فرقة مهمات من قوات الصاعقة في أغسطس 1993، ونُشرت في الصومال. تألفت الفرقة من عدة وحدات نخبوية للعمليات الخاصة من الجيش، والقوات الجوية، والخدمات البحرية الخاصة: قوات الصاعقة الأمريكية من سرية برافو، والكتيبة الثالثة من الفوج 75 لقوات الصاعقة؛ السرب سي، كتيبة عمليات القوات الخاصة الأولى -دلتا (إس إف أو دي-دي الأولى)، والمعروفة باسم «قوة دلتا»؛ ومروحيات حلّقت بها الكتيبة الأولى، وفوج طيران العمليات الخاصة رقم 160؛ وقوات المراقبة الجوية القتالية؛ ورجال الإنقاذ التابعين للقوات الجوية؛ والنافي سيلز. نظرًا لكونها عملية مشتركة متعددة التخصصات للقوات الخاصة، قدمت فرقة المهمات تقاريرها إلى قيادة العمليات الخاصة المشتركة، بقيادة اللواء ويليام إف. غاريسون.[بحاجة لمصدر]
في 3 أكتوبر 1993، بدأت فرقة المهمات عمليةً تضمنت السفر من مجمعهم الواقع على مشارف المدينة إلى مركزها بهدف القبض على زعماء عشيرة هبر جدير، وعلى رأسهم محمد فرح عيديد. تألفت القوة المهاجمة من 19 طائرة، و12 مركبة (متضمنةً 9 مركبات هامفي)، و160 رجلاً. حُددت مدة العملية بساعةً واحدةً على أبعد تقدير.
بعد وقت قصير من بدء الهجوم، أسقطت الميليشيات الصومالية والمقاتلون المدنيون المسلحون طائرتي هليكوبتر من طراز إم أتش-60 إل بلاك هوك. أسفرت العملية اللاحقة والتي هدفت إلى تأمين واستعادة طاقمي كلتا المروحيتين عن تحويل العملية الأولية إلى مواجهة ليلية تتبعها عملية إنقاذ نهارية في الرابع من أكتوبر. حصدت المعركة أرواح 18 شخصًا مع إصابة 73 آخرين وأسر طيار إحدى المروحيتين ضمن حصيلة الخسائر التي تكبدتها صفوف القوات المهاجمة الأمريكية وقوات الإنقاذ. قُتل جندي باكستاني واحد على الأقل وجندي ماليزي من قوات الإنقاذ في اليوم الثاني من المعركة. تقدر المصادر الأمريكية وقوع ما بين 1500 و3000 ضحية صومالية، بمن فيهم مدنيون؛ أعلن التحالف الوطني الصومالي عن مقتل 315 شخصًا وجرح 812 آخرين.[بحاجة لمصدر]
خلال العملية، أُسقطت طائرتا هليكوبتر أمريكيتان من طراز بلاك هوك بواسطة أسلحة الآر بّي جي وأصيبت ثلاث أخرى بأضرار. تمكن بعض الناجين المصابين من الهرب إلى المجمع الذي تمركز فيه الأمريكيون، الأمر الذي فشل به آخرون ظلوا بالقرب من مواقع التحطم ما تسبب في عزلهم. تلا ذلك معركة ضارية استمرت طوال الليل.
في وقت مبكر من صباح اليوم التالي، أُرسلت فرقة مهمات مشتركة لإنقاذ الجنود المحاصرين. ضمّت الفرقة جنودًا من الجيش الباكستاني والجيش الماليزي والفرقة الجبلية العاشرة في الجيش الأمريكي. حُشدت أكثر من مئة مركبة تضمنت دبابات باكستانية (إم 48) وناقلات جنود مدرعة من طراز كوندور تابعة للجانب الماليزي، بالإضافة إلى دعم مروحيتين أمريكيتين من طرازي إم إتش-6 ليتل بيرد وإم إتش-60 إل بلاك هوك. وصلت فرقة المهمات هذه إلى موقع التحطم الأول وأنقذت الناجين. حوصر بعض الجنود الأمريكيين في إحدى مراحل المعركة، وتعرضوا لإطلاق نار كثيف في بازار المدينة تمكنوا من النجاة منه نتيجة قدوم الجيش الباكستاني الذي فك الحصار عن الجنود الأمريكيين. اجتاحت القوات الصومالية المعادية موقع التحطم الثاني خلال الليل. تطوع قناصان من قوة دلتا، غاري جوردون وراندي شوغارت، لعرقلة تقدم الصوماليين لحين وصول القوات البرية. وفي نهاية المطاف، تمكنت عصابة صومالية ضمت آلاف المقاتلين من التغلب على القناصين. أُسر الناجي الأمريكي الوحيد في ذلك الموقع، الطيار ميخائيل دورانت، لكن أُطلق سراحه لاحقًا.
يبقى العدد الحقيقي للخسائر الصومالية مجهولًا، لكن تتراوح التقديرات بين عدة مئات إلى ألف من رجال الميليشيات وغيرهم من القتلى، مع إصابة وجرح 3000-4000 آخرين. تشير تقديرات اللجنة الدولية للصليب الأحمر إلى مقتل 200 مدني صومالي وجرح عدة مئات في المعركة، مع تقارير تؤكد تعرض بعض الأمريكيين للهجوم من قبل المدنيين. يذكر كتاب «إسقاط الصقر الأسود: قصة عن الحرب الحديثة» مقتل أكثر من 700 رجل من الميليشيات الصومالية وجرح ما يزيد على 1000 آخرين، لكن لم يعترف التحالف الوطني الصومالي في فيلم وثائقي قدمه برنامج فرونتلاين على شاشات التلفزيون الأمريكي إلا بوقوع 133 قتيل فقط في المعركة بأكملها. أوردت واشنطن بوست قائلة إن أعداد الضحايا الصوماليين قد بلغت 312 قتيل و814 جريح. أفاد البنتاغون في البداية بمقتل خمسة جنود أمريكيين، ولكن كُشف لاحقًا عن العدد الحقيقي البالغ 18 قتيلًا من الجنود الأمريكيين و73 جريحًا. بعد ذلك بيومين، قُتل جندي إضافي، مات ريرسون، وهو رقيب أول في قوة دلتا إثر هجوم بقذائف الهاون. خسرت قوات الأمم المتحدة جنديًّا ماليزيًا وآخر باكستاني، وأصيب سبعة ماليزيين واثنين من الباكستانيين. اعتُبرت المعركة حينها أكثر معارك القوات الأمريكية دموية منذ حرب فيتنام، وحافظت على ذلك اللقب حتى معركة الفلوجة الثانية في عام 2004.[بحاجة لمصدر]
في 24 يوليو 1996، أصيب عيديد أثناء تبادل لإطلاق النار بين ميليشياته والقوات الموالية لحلفاء عيديد السابقين، علي مهدي محمد وعثمان علي عاتو. تعرّض لأزمة قلبية قاتلة في 1 أغسطس 1996، خلال عملية جراحية لعلاج إصاباته أو بعدها كما تشير بعض الروايات. تقاعد الجنرال غاريسون في اليوم التالي لوفاة عيديد.

## الخلفية
أطاح تحالف من عشائر المعارضة بالرئيس الصومالي محمد سياد بري في يناير 1991، ما أدى إلى اندلاع الحرب الأهلية الصومالية. حُلّ الجيش الوطني الصومالي بصورة متزامنة، واتجه بعض الجنود السابقين إلى تشكيل قوات إقليمية غير نظامية أو انضموا إلى الميليشيات العشائرية. مثّل المؤتمر الصومالي الموحد (يو إس سي) المجموعة المتمردة الرئيسية في العاصمة مقديشو، والذي انقسم لاحقًا إلى فصيلين مسلحين: قاد أحدهما علي مهدي محمد، الذي أصبح رئيسًا، بينما تزعّم محمد فرح عيديد الآخر. تنافست إجمالًا أربع مجموعات معارضة على بسط سيطرتها السياسية: المؤتمر الصومالي الموحد، والجبهة الصومالية الديمقراطية للإنقاذ (إس إس دي إف)؛ والحركة الوطنية الصومالية (إس بّي إم)؛ والحركة الديمقراطية الصومالية (إس دي إم). اُتُّفِقَ على وقف إطلاق النار في يونيو 1991، لكن لم يصمد الاتفاق طويلًا. أعلنت مجموعة خامسة حملت اسم الحركة الوطنية الصومالية (إس إن إم)، استقلالها في الجزء الشمالي الغربي من الصومال في وقت لاحق في يونيو، وأطلقت على هذه الأرض غير المعترف بها اسم صوماليلاند، وعيّنت زعيمها عبد الرحمن أحمد علي الطور رئيسًا للجمهورية.
اندلعت معارك عنيفة في مقديشو في سبتمبر 1991، واستمرت على امتداد الأشهر التالية لتشمل جميع أنحاء البلاد، وأسفرت عن مقتل وإصابة أكثر من 20.000 شخص بحلول نهاية العام. دمّرت الحروب الزراعة الصومالية، ما أقحم البلاد في مجاعة شملت أجزاءً كبيرةً منها. شرع المجتمع الدولي بإرسال الإمدادات الغذائية آملين وقف الجوع، ولكن سُرقت كميات هائلة من الطعام لصالح زعماء العشائر المحليين، الذين قايضوا بشكل روتيني هذه الامدادات المسروقة مع دول أخرى مقابل حصولهم على الأسلحة. [بحاجة لمصدر] سُرق ما يقدر بنحو 80٪ من الأغذية، الأمر الذي قاد البلاد إلى مزيد من الجوع، إذ مات ما يُقارب 300000 شخص وعانى 1.5 مليون بين عامي 1991 و1992. أرسلت الأمم المتحدة 50 مراقبًا عسكريًا للإشراف على توزيع الطعام بعد تطبيق وقف لإطلاق النار بين فصائل العشائر المتنازعة في يوليو 1992.
بدأت عملية حملت اسم توفير الإغاثة في أغسطس 1992، عندما أعلن الرئيس الأمريكي جورج دبليو بوش عن دعم الناقلات العسكرية الأمريكية الجهود الإغاثية متعددة الجنسيات في الصومال. نُشرت عشر طائرات من طراز سي-130 بالإضافة إلى 400 شخص في مومباسا، كينيا، بهدف نقل المساعدات جواً إلى المناطق النائية في الصومال وتقليل الاعتماد على قوافل الشاحنات. سلّمت الطائرات 48000 طن من المواد الغذائية والطبية في ستة أشهر إلى المنظمات الإنسانية الدولية الهادفة إلى مساعدة أكثر من ثلاثة ملايين جائع في الصومال.
إبان فشل هذه الجهود في وقف الموت والتشريد الهائلين اللذين فتكا بالشعب الصومالي (500000 قتيل و1.5 مليون لاجئ أو نازح)، أطلقت الولايات المتحدة عملية تحالف واسعة النطاق لمساعدة وحماية الأنشطة الإنسانية في ديسمبر 1992. شهدت هذه العملية، التي حملت اسم عملية استعادة الأمل، تولي الولايات المتحدة القيادة الموحدة وفقًا للقرار 794. قامت قوات مشاة البحرية الأمريكية بإنزال الوحدة الاستكشافية البحرية الخامسة عشرة (إم إي يو إس أو سي) في مقديشو مع عناصر من كل من الكتيبة الثانية من مشاة البحرية التابعة لفوج البحرية التاسع، والكتيبة الثالثة من مشاة البحرية، وأمّنت ما يقرب ثلث المدينة، مع مينائها ومطارها في غضون أسبوعين، بهدف تسهيل وصول الإمدادات الإنسانية المنقولة جواً. سرعان ما قامت عناصر من الكتيبة الثانية من مشاة البحرية التابعة لفوج البحرية التاسع إتش إم إل إيه-369 (سرب مروحيات البحرية الخفيفة الهجومية 369 المؤلف من مجموعة الطائرات البحرية 39، وجناح الطيران البحري الثالث، ومعسكر بندلتون)؛ ومشاة فوج البحرية التاسع، بتأمين الطرق المؤدية إلى بيدوا وبلدوغلي وكيسمايو، لتصل بعدها تعزيزات من الفرقة الجبلية العاشرة التابعة للجيش الأمريكي.

## العملية العسكرية
حدثت المعركة في اليوم الثاني وصباح اليوم الثالث من أكتوبر سنة 1993 في العاصمة الصومالية مقديشو ، بين ميليشيا محمد فرح عيديد المتمردة وبين القوات الأمريكية بجانب قوات الأمم المتحدة ، وكانت النتيجة دخول قوات الأمم المتحدة للعاصمة الصومالية وبقاء الجيش الأمريكي فيها.

## الخسائر
قتل من الجيش الأمريكي نحو 18 واصيب نحو 70 عسكرياً أمريكياً ومقتل جندي باكستاني وماليزي ، بينما قتل جماعة محمد فرح عيديد نحو 1400 قتيل حسب المصادر الأمريكية.

## انسحاب
في اليوم الثالث من مارس عام 1994 ، أعلنت الأمم المتحدة أنسحابها من مقديشو بسبب تردي الأوضاع الأمنية والمعيشية في الصومال ، ولحقها الجيش الأمريكي في اليوم الخامس والعشرين من نفس الشهر.

## صور

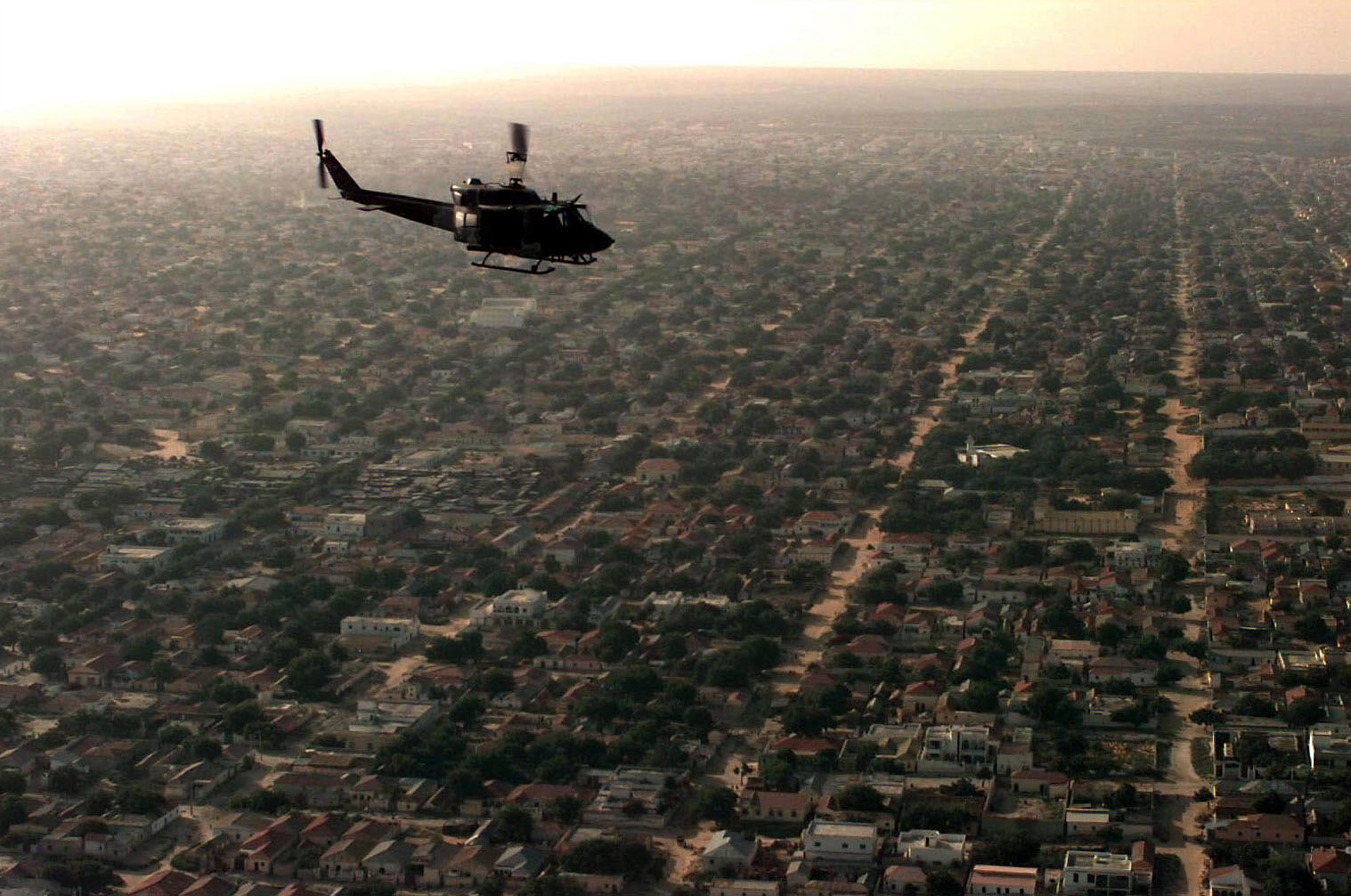
مروحية تابعة للجيش الأمريكي أثناء عملية الاستطلاع في سماء مقديشو.
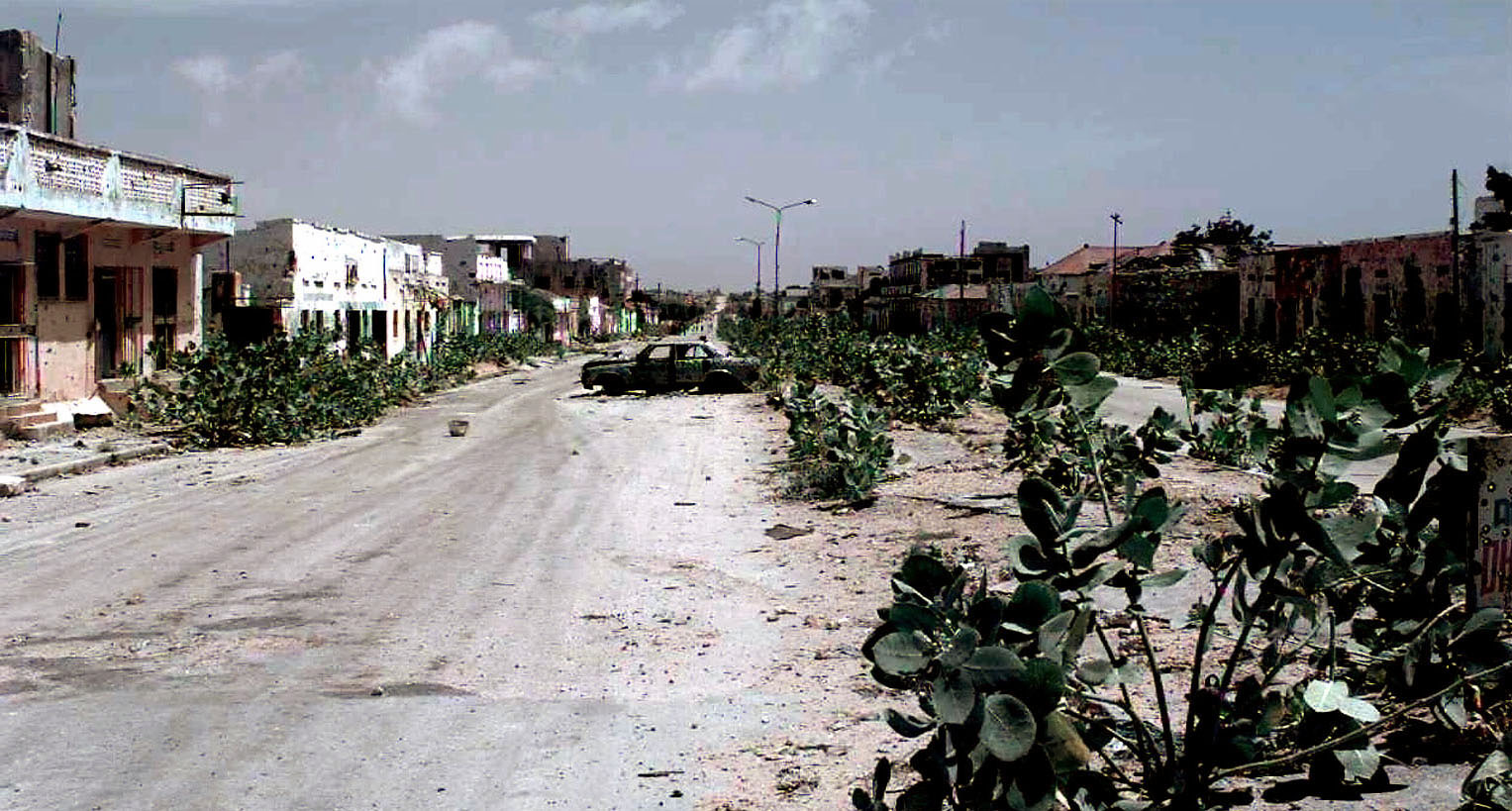
المنطقة الخضراء في العاصمة مقديشو التقطت شهر يناير سنة 1993م.
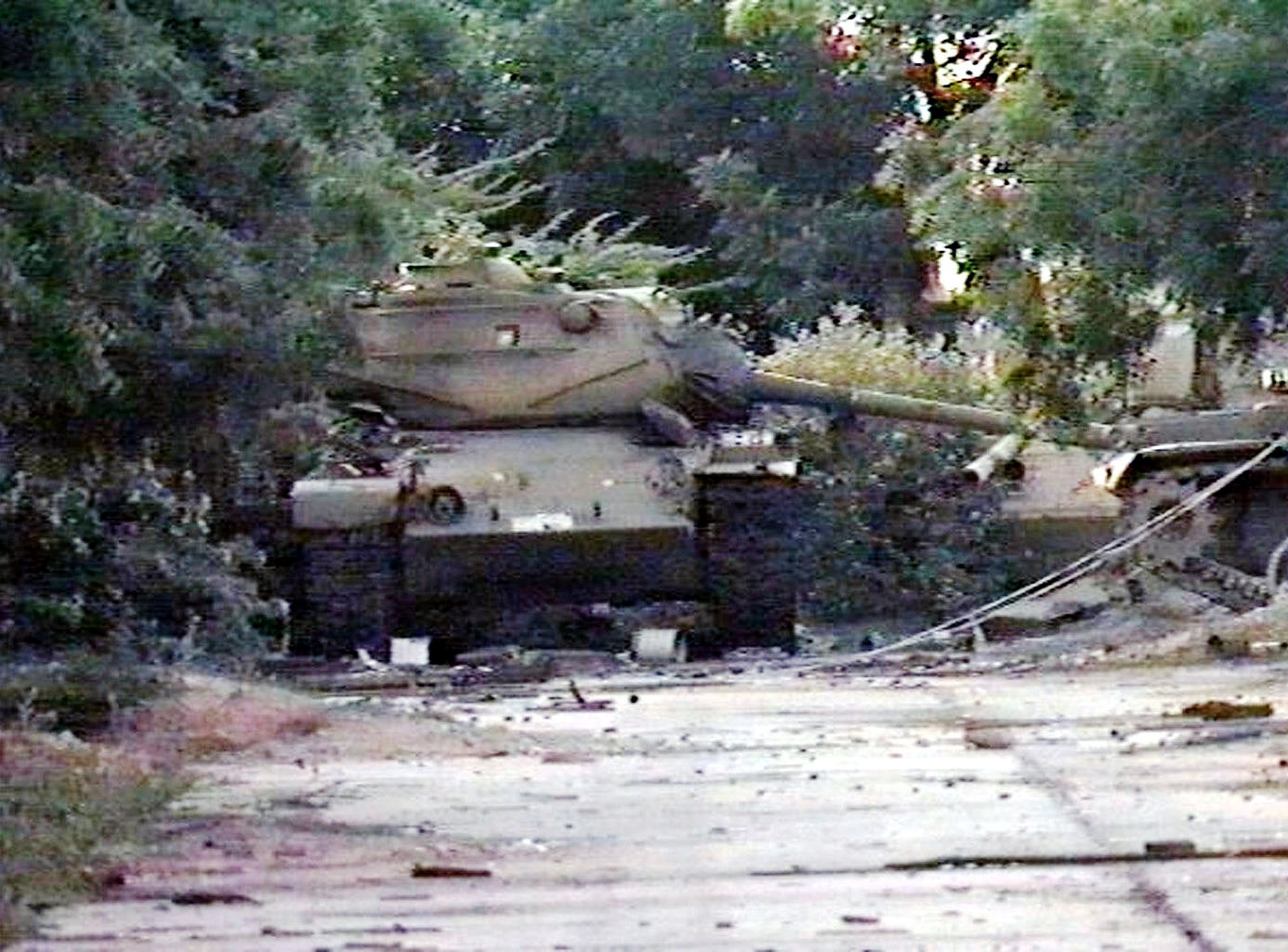
الدبابة إم-47 أمريكية الصنع وجدت مدمرة بعد إشعال الحرب الأهلية الصومالية ، التقطت الصورة في اليوم الأول من ديسمبر عام 1993م .
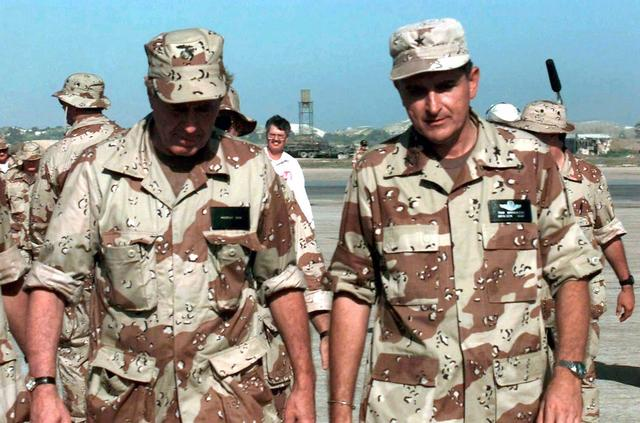
الرئيس جورج دبليو بوش (الأب) في زيارته لمطار مقديشيو الدولي في 1 يناير 1993م.
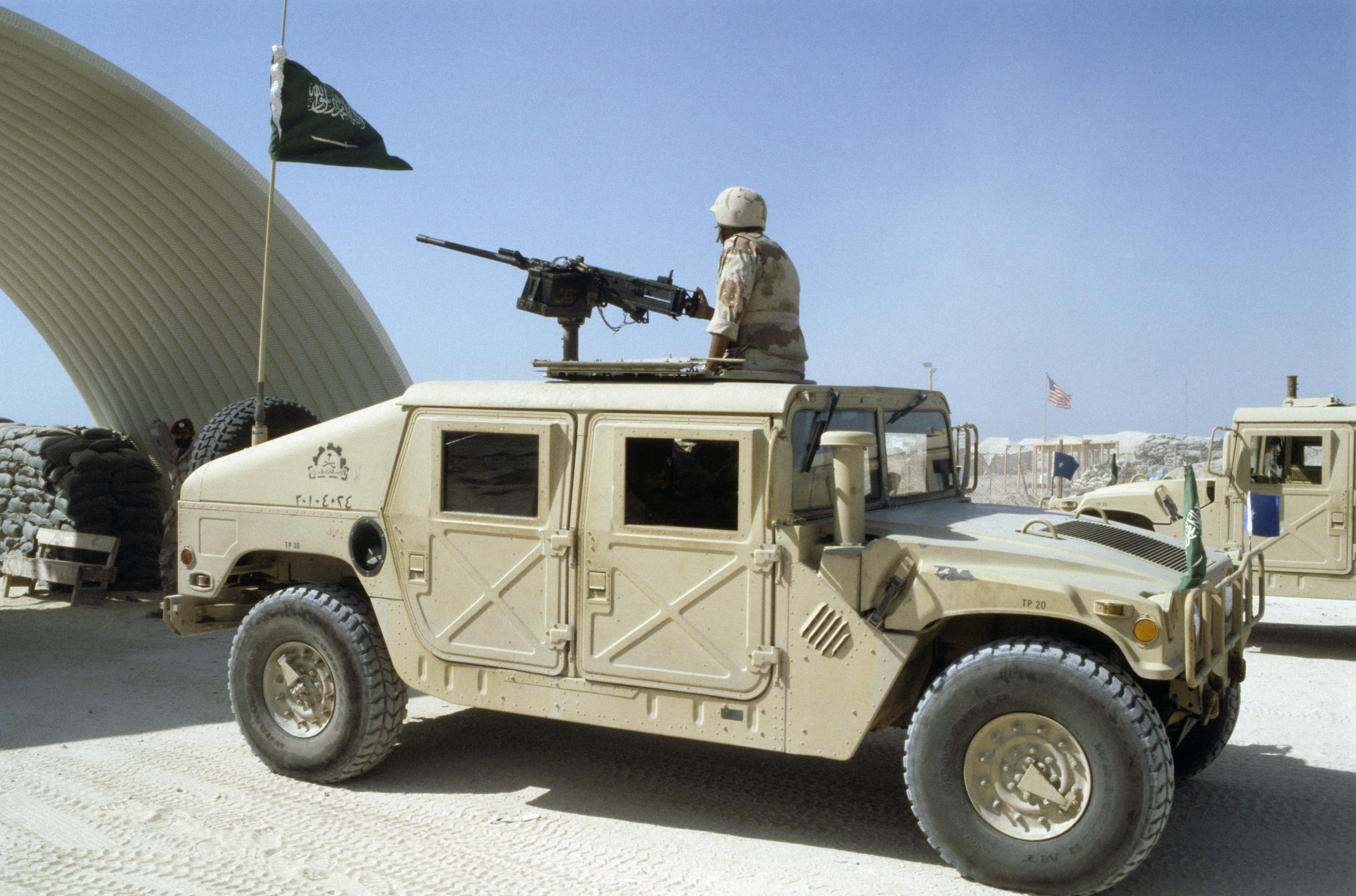
مركبة هامفي التابعة للـجيش السعودي التي تشارك في مهمة الأمم المتحدة.
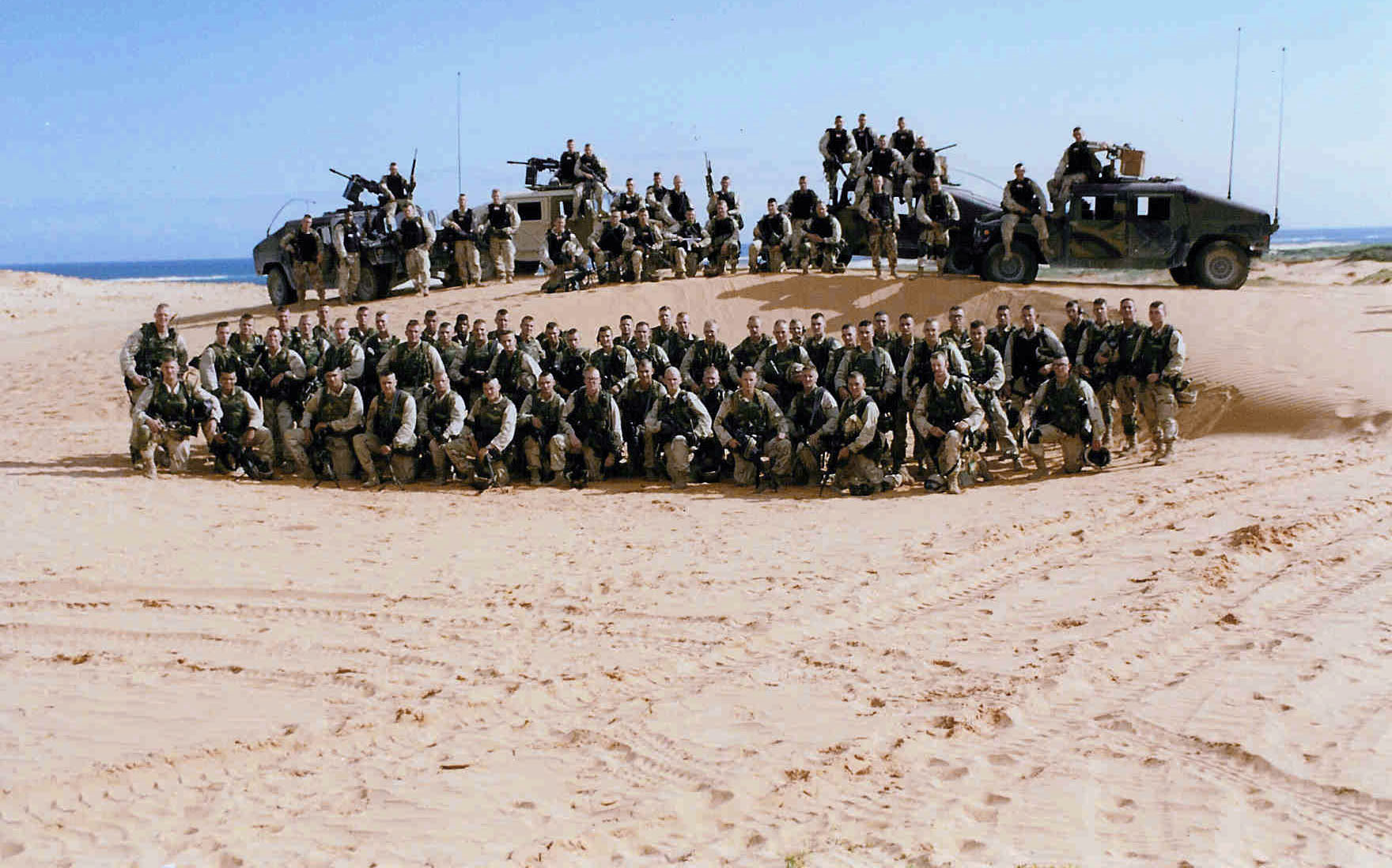
فرقة الرينجرز 47 ، التقطت الصورة سنة 1993م .
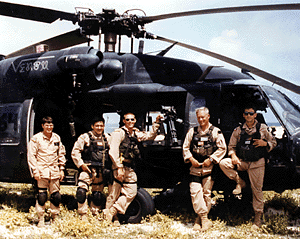
ضباط أمريكيون ومروحية بلاك هوك في صورة تذكارية .
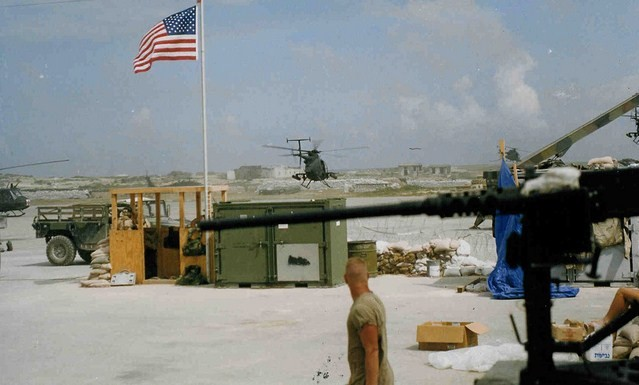
بوابة قاعدة الرينجرز الأمريكية في مطار مقديشو.
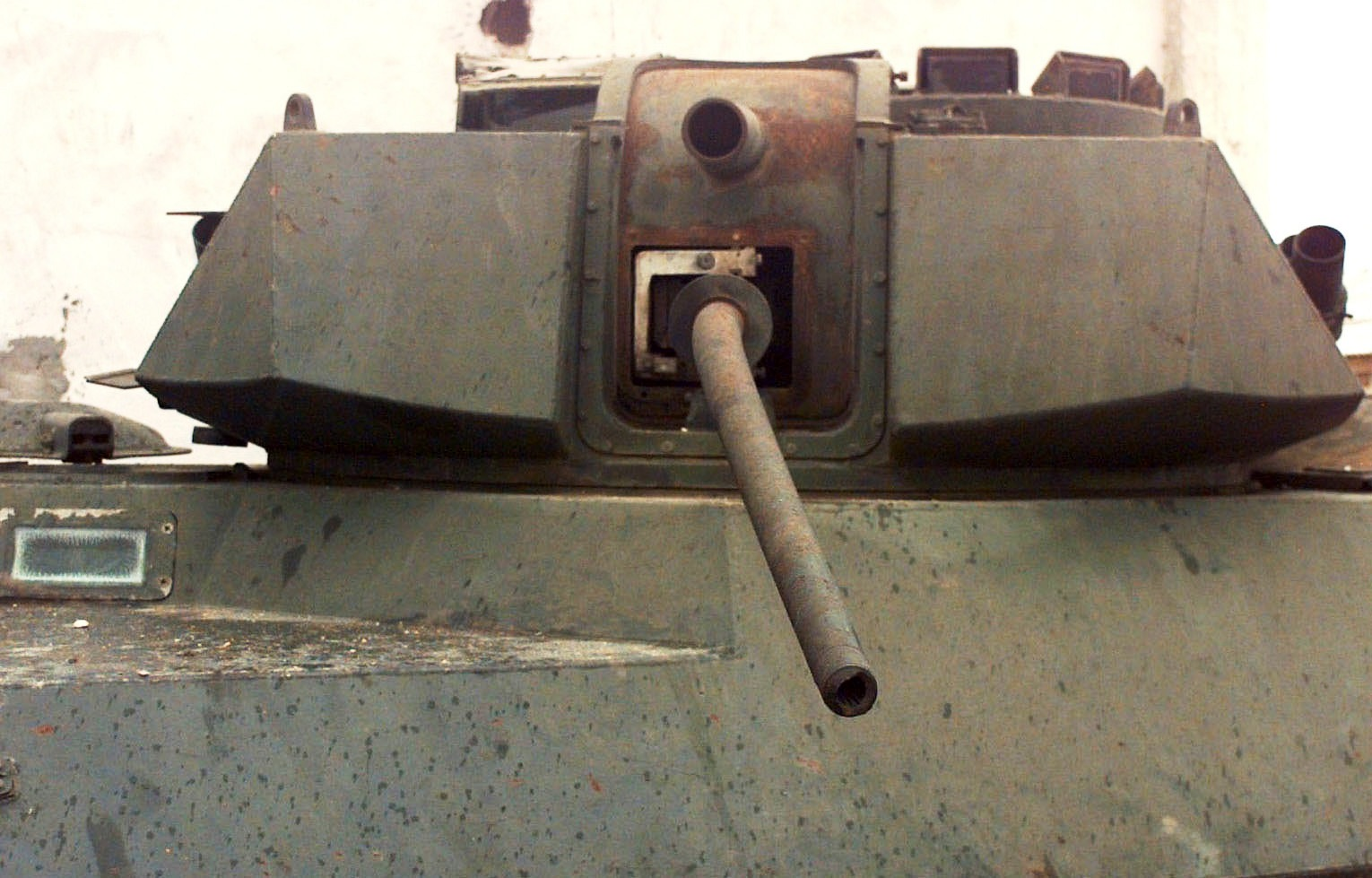
دبابة فيات الإيطالية الصنع كانت تستعمل فيه أتباع محمد فرح عيديد ، وقد أمسكت الدبابة سنة 1992م.
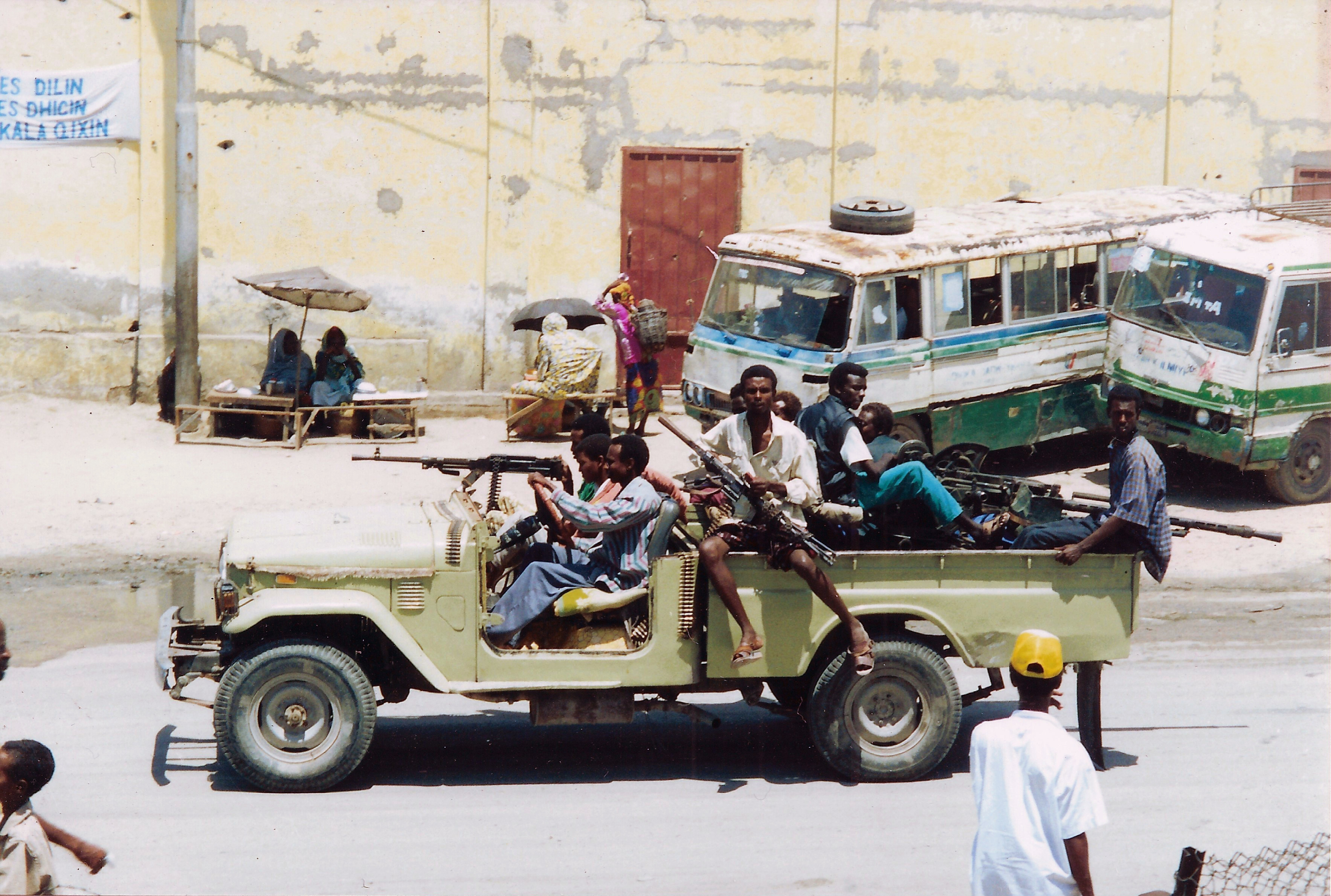
سيارة تويوتا لاندكروزر التي يركبها ميليشيات محمد فرح عيديد.
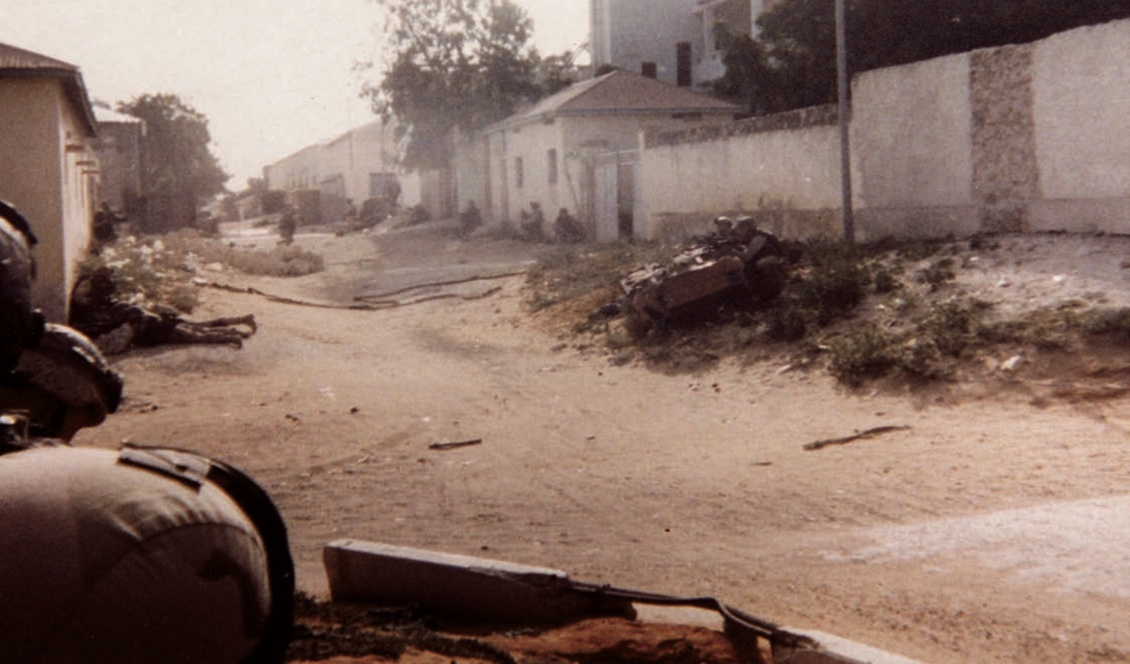
صورة خلال العملية العسكرية في اليوم الثالث من أكتوبر سنة 1993م.
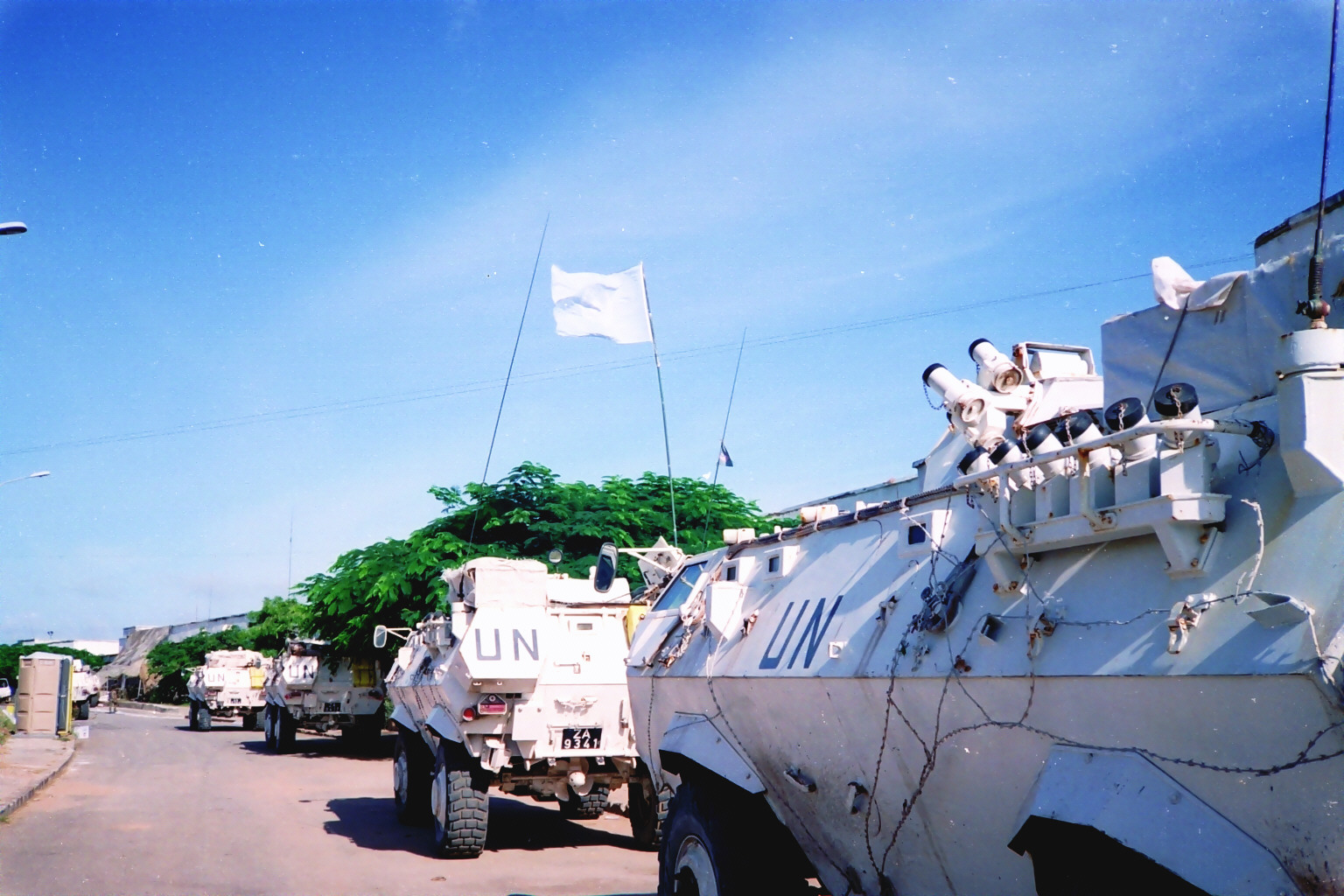
القوات الماليزية التابعة لجيش الأمم المتحدة تدخل الصومال.
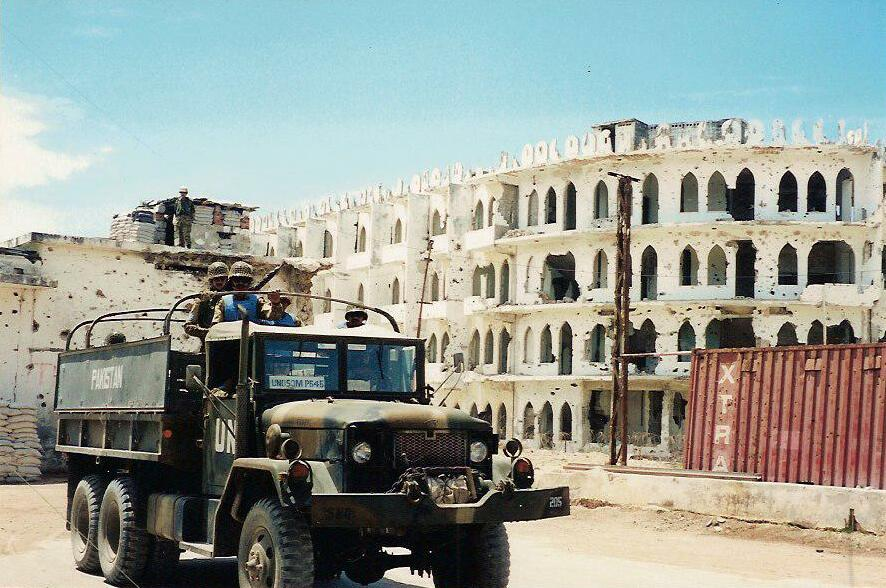
الجيش الباكستاني التابع للأمم المتحدة بعد المعركة في إحدى شوارع مقديشو.
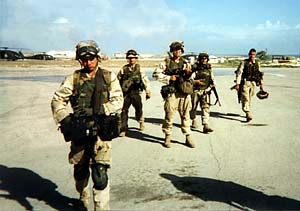
الجنود الأمريكيون يعودون إلى القاعدة العسكرية بعد المعركة.
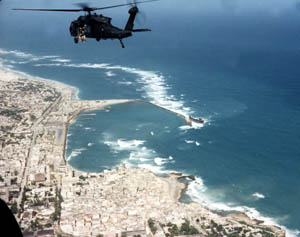
مروحية أمريكية من نوع بلاك هوك في مقديشو.
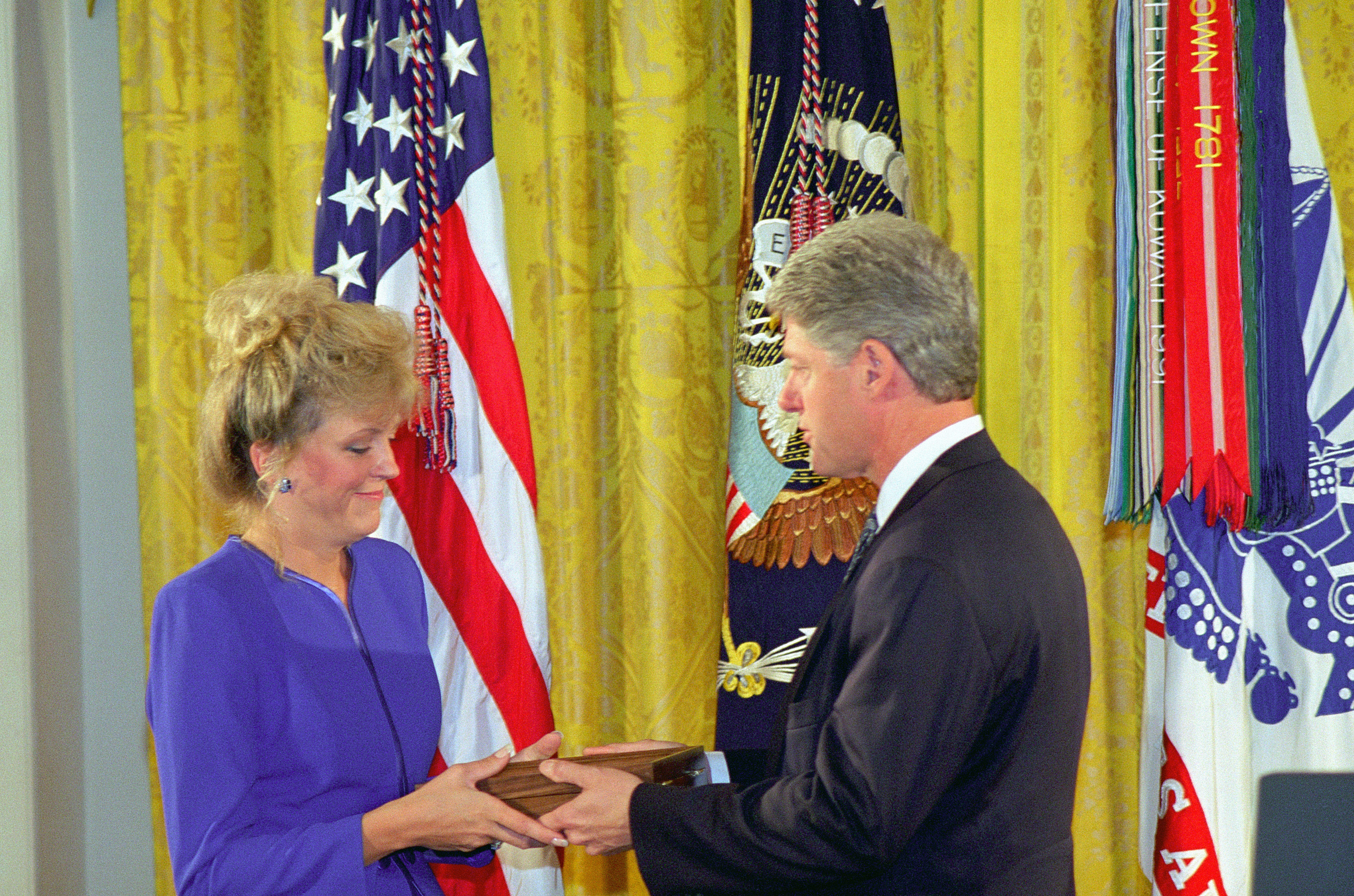
أرملة القناص العسكري "غاري غوردون" تسلم ميدالية الشرف من الرئيس الأمريكي بيل كلينتون.

## وصلات الخارجية
- Black Hawk Down
- PBS – Ambush in Mogadishu